# Dálovský močiar
Dálovský močiar je přírodní rezervace v katastrálních územích obcí Trenč a Veľká nad Ipľom v okrese Lučenec v Banskobystrickém kraji na Slovensku. Území bylo vyhlášeno v roce 1999 a jeho rozloha je 82,45 hektaru. Předmětem ochrany jsou biotopy přirozených eutrofních a mezotrofních stojatých vod, vlhkomilná vysokobylinná lemová společenstva v říčních nivách a nížinných podhorských kosených luk.